# Timesharing (toerisme)
Onder timesharing verstaat men het kopen van diverse verblijfsaccommodaties in populaire vakantiebestemmingen, waarbij men slechts voor bepaalde gedeeltes van een jaar eigenaar wordt van een accommodatie.  

## Kenmerken
Een kalenderjaar wordt verdeeld in 52 weken of 12 maanden en voor elke periode kan een potentiële eigenaar zich inschrijven om de accommodatie voor die periode te kopen. 
Wanneer iemand zich dan bijvoorbeeld voor de eerste twee weken van juni inschrijft, dan mag deze persoon elk jaar de eerste twee weken van juni gebruikmaken van de accommodatie. Soms is het ook mogelijk om met andere 'eigenaren' van het complex te wisselen van dagen. Hiervoor dient meestal een extra 'tarief' betaald te worden. 
Het verkopen van deze accommodatie op basis van timesharing vindt plaats door timesharing-organisaties. 
Timesharing vindt vooral plaats aan landen rondom de Middellandse Zee, zoals Turkije en Griekenland. Ook op de Canarische Eilanden zijn timesharingprojecten populair. Het gaat bij timesharing niet altijd om een accommodatie op land, maar het kan ook gaan om een zeiljacht.

## Kritiek
Er is veel negatieve publiciteit rondom timesharing-organisaties; ze zouden vaak nietsvermoedende toeristen op agressieve wijze of met valse voorwendselen naar verkooppresentaties lokken. Op deze presentaties worden toeristen op indringende wijze aangezet tot het aangaan van een timesharing-contract dat verplicht tot hoge maandelijkse betalingen. Beloftes over beschikbaarheid worden vaak niet waargemaakt.

## Trivia
- De South Park-aflevering Asspen parodieert agressieve timeshareverkopers.